# Virginia Centurione Bracelli
Virginia Centurione Bracelli ([virˈd͡ʒinja t͡ʃentuˈrjone braˈt͡ʃelli] (en italiano) Génova, 2 de abril de 1587 — Génova, 15 de diciembre de 1651) fue una rica y joven viuda que se dedicó a obras de caridad; fue la fundadora de la congregación religiosa católica de las Hermanas de Nuestra Señora del Refugio en el Monte Calvario, conocidas como Brignoline, con sede en Génova, y las Hijas de Nuestra Señora en el Monte Calvario, con sede en Roma.

## Biografía

### Origen y formación
De noble y rica familia, la hija de Giorgio Centurione, dux de la República de Génova en el bienio 1621-1622, recibió una educación religiosa. Los padres querían por su educación que le permitiera leer obras de la literatura y se le enseñara latín. Su madre murió pronto y su padre, según la costumbre de la época, la prometió en matrimonio a Gaspare Grimaldi Bracelli, único heredero de una familia rica y noble.

### Matrimonio
Virginia contrae matrimonio el 10 de diciembre de 1602, con Gaspar Bracelli. En 1606 el prometido de Virginia, Gaspar Bracelli, se puso muy enfermo de los pulmones y los médicos le recomendaron un clima más saludable; por lo que se trasladó a Alejandría, en casa de unos primos. Su esposo murió el 13 de junio, a los 24 años, dejándola viuda a los 20 años.
Buscando la colaboración de la madre de Gaspare, Giorgio Centurione hizo de nuevo los planes de boda de su hija, impulsado por el deseo de convertirse en dux, pero Virginia se negó a las nuevas pretensiones de su padre.

### Las actividades de asistencia
Virginia Centurione fundó algunas escuelas y colegios, y ayudó con recursos propios a algunas familias necesitadas para que sus hijos pudieran ir a la escuela.
Durante a guerra franco-piamontesa de 1625, entre la República de Génova y el ducado de Saboya, que fue respaldado por Francia, el desempleo y hambre llegó a la nación. Génova fue invadida por inmigrantes que buscaron refugio en la ciudad huyendo de los territorios ocupados. Virginia continuó comprometida con sus obras de caridad mediante la organización de la asistencia espiritual y material a los refugiados, e incluso de algunos prisioneros de guerra.
En agosto de 1625 murió también la suegra, y en 1630 Virginia comenzó la actividad de la hospitalidad y asistencia de las niñas pobres. Al crecer el número de jóvenes que eran acogidas en su palacio, para las que en principio reservó el ático, tuvo que buscar un local más amplio. La duquesa Placida Spinola, de quien era muy amiga, le concedió prestado, luego en alquiler, el monasterio de Monte Calvario que había comprado a los frailes franciscanos.
El 14 de abril de 1631, salió de la casa de Via Lomellini y se mudó con las jóvenes al convento de Monte Calvario, al que más tarde llamó «Refugio del Monte Calvario». Cuando el convento de Monte Calvario se hizo insuficiente para muchas peticiones, Virginia fundó dos nuevas casas. En menos de tres años la obra contaba ya con tres casas y trescientas jóvenes.
Para hacer frente a las dificultades económicas recurrió a la familia, especialmente a su hermano Francesco, jefe del Ejército pontificio). Igualmente pidió ayuda a la "Oficina de los Pobres" y a otros benefactores, que veían en su obra una oportunidad para las jóvenes que no tenían las condiciones suficientes para salir adelante.
En la primera mitad del siglo XVII había en Génova diversas instituciones públicas de asistencia a la población, entre ellas la "Oficina de los pobres" y la "asociación de las "Ocho señoras de la misericordia"; este último se encontraba en un estado de descomposición, por lo que era casi imposible encontrar ocho personas dispuestas a hacerse cargo de los ocho distritos en que se dividía la ciudad. Virginia fue invitada a ser parte de ella y se le dio un barrio pobre en el que vivían más de seiscientas familias. Decidió reorganizar la distribución de ayuda de una manera que en realidad llegara a los pobres: preparó y expuso a la asociación un programa de asistencia. Además, fue capaz de comprometer a la nobleza genovesa para que le ofrecieran los medios necesarios para el programa e incluso su colaboración. De esa manera, surgió la asociación de las Cien Señoras de la Misericordia protectoras de los Pobres de Jesucristo, conocidas también como las Cien Señoras de la Caridad, que trabajaron junto con otros voluntarios en los distintos distritos de la ciudad. En 1634 Virginia escribió una regla para la nueva Congregación. A pesar de la efervescencia inicial, las congregación no duró mucho.
Virginia se dedicó entonces a la reorganización del lazareto de Génova, utilizado fuera de los períodos de peste, para la atención de mujeres, niños, ancianos e inválidos. Obtuvo además que un porcentual del ingreso del lazareto, se dedicara a los trabajadores del mismo.

### Las «cuarenta horas»
Durante los carnavales, Virginia redescubrió la existencia de las «Compañías de penitencia», organizó algunas procesiones y la consagración de la República a la Virgen Santísima el 25 de marzo de 1637.
Ella misma fundó la institución de las cuarenta horas hacia finales de 1642, que sirvió para reavivar la fe de los fieles y para la promoción de la adoración eucarística. El cardenal Stefano Durazzo, arzobispo de la ciudad, concedido el permiso solo en el caso de que Virginia Centurione se comprometiese a cuidar de la pureza de las iglesias donde exposición del Santísimo Sacramento.

### Una sede definitiva
Con el paso del tiempo, y preocupada por su salud, Virginia quiso darle sede propia a las jóvenes acogidas en el Monte Calvario. La primera idea era comprar esa casa, sin embargo el precio era demasiado alto para sus posibilidades. Así que decidió comprar una casa en el barrio de Carignano. Impulsado por los familiares, quines también estaban preocupados por su salud, decidió asegurar el futuro de la obra, pidiendo al Senado de la República, la asignación de protectores públicos. El Senado aceptó y nombró el 3 de julio de 1641, algunos protectores que compraron la casa de Carignano y tomaron bajo su tutela la administración del Refugio, imponiendo límites de la actividad de Virginia, que había comenzado a construir un nuevo local. La fecha de reconocimiento oficial fue el 13 de diciembre de 1635. Ella se trasladó a la nueva casa, con las jóvenes de la casa de Bisagno y las del monte Calvario.

### Hermanas de Nuestra Señora del Refugio del Monte Calvario
Ya en 1633, escribiendo a un amigo, Virginia había dicho que trasladaba a la casa de Bisagno, sólo aquellas jóvenes que pensaban servir a nuestro Señor para toda la vida. En 1641, el religioso capuchino Mattia Bovoni asumió el liderazgo espiritual de la comunidad de Carignano, quien inmediatamente se dio cuenta de la bondad de la fundación. Para garantizar su continuidad, sugirió a Virginia elegir a las mejores de sus «hijas» para formar una comunidad que pudiera continuar su trabajo. Las jóvenes vivirían según el modelo de los terciarios franciscanos, como «vírgenes seglares». El 2 de febrero de 1642, las jóvenes elegidas, profesaron como terciarias franciscanas, no hicieron voto religioso, pero sí fueron obligadas a la obediencia a los superiores, es decir, a la «madre» y a los «protectores». En 1643 murió Mattia Bovoni.
La «Regla» de las «hijas» de Virginia, fue escrita durante los años 1644 y 1650, y en ella se dijo que todas las casas eran la única obra de Nuestra Señora del Refugio, bajo la dirección y administración de los «protectores»; se confirmó la división entre las «hijas» con el hábito (hermanas y novicias) y las «hijas» sin hábito; todas ellas debían vivir sin votos, pero en la obediencia y la pobreza. En 1645 envió, a petición del Senado, a las primeras veintitrés "hijas" al hospital de Pammatone. En 1650, la Oficina de los Pobres le pidió que enviara hermanas para dirigir el laboratorio interno del Lazareto.

### Los últimos años
Los últimos años de vida de Virginia se vieron marcados por la tristeza de ver que entre su hermano Francesco y su cuñado; se generaron riñas y pleitos que acabaron en gran parte el patrimonio de los suegros. Además del fracaso financiero del marido de su hija Isabella. A pesar de todo en 1647, tuvo fuerzas necesarias para mediar y lograr la conciliación entre el arzobispado y el Gobierno de la República, envueltos en una disputa por cuestiones de prestigio. 
En 1649, tras una grave enfermedad, Virginia pidió y obtuvo que los tres «protectores» se les sumara un cuarto, el marqués Emmanuele Brignole. Gracias a ello y la gran colaboración que éste prestó a la congregación, en algunas regiones de Italia a las religiosas se les conoció con el nombre de «hermanas brignolines».
Virginia Centurione murió en la casa de Carignano el 15 de diciembre de 1651, a los 64 años de edad, a causa de una pulmonía. Fue sepultada en la iglesia del convento de Santa Clara de Asís, permaneciendo allí unos 150 años.

## Culto de Virginia

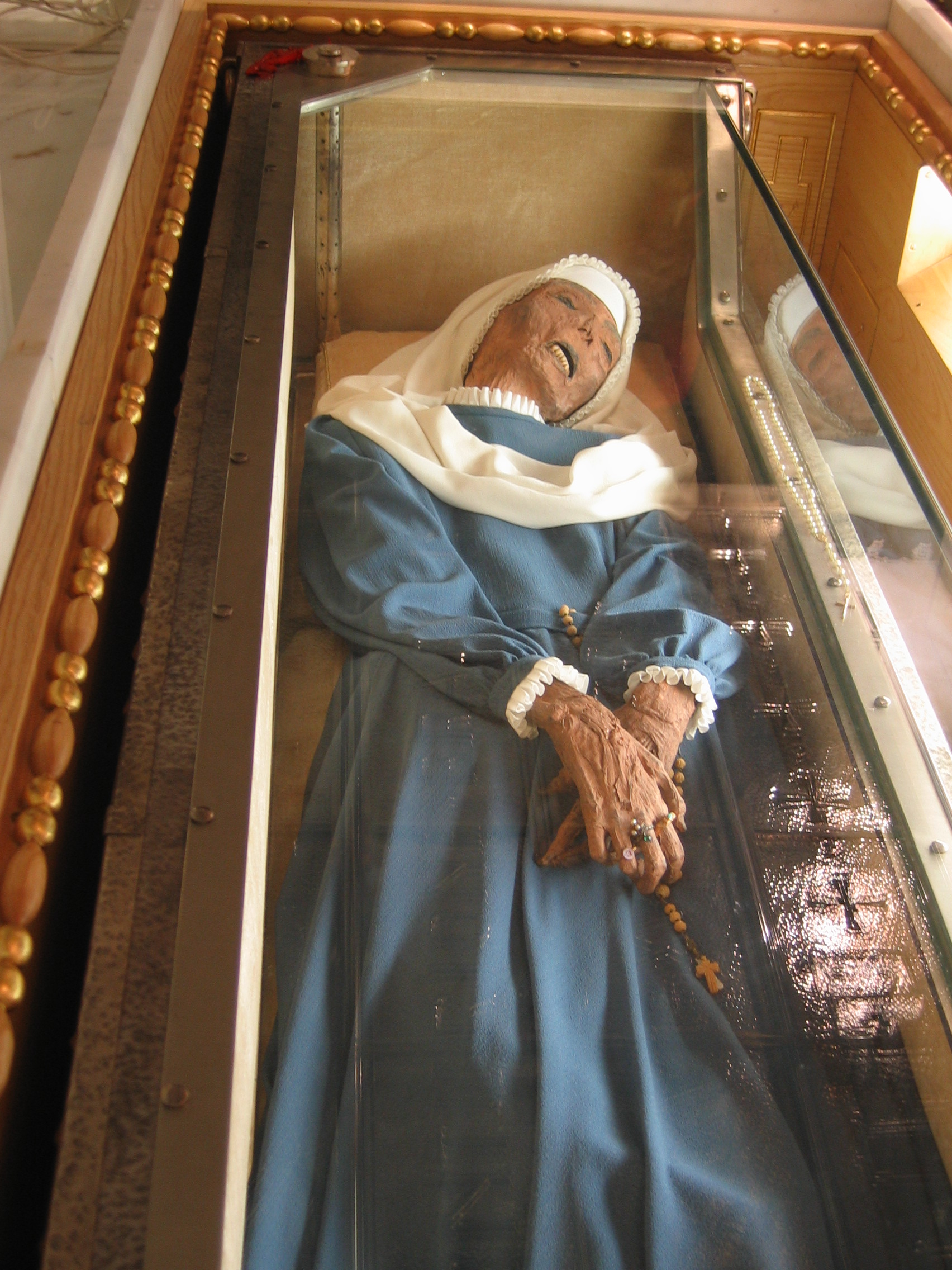
Restos mortales de Virginia Centurione Bracelli, conservados en la casa madre de Génova

En el 1661, diez años después de su muerte, Emmanuele Brignole escribió un libro sobre la «sierva de Dios» Virginia, declarando en él, que ella «vivió en el servicio a Dios perfectamente, nunca pensó en su propia satisfacción, y se dedicó por entero a Dios y al prójimo».
El 20 de septiembre de 1801, su cuerpo fue exhumado, curiosamente hallado incorrupto, y trasladado del convento de Santa Clara a la casa madre de la congregación. En los años 1980 se realizó una nueva exhumación, con motivo de la apertura del proceso de beatificación, en presencia del arzobispo de Génova, cardenal Giuseppe Siri.
Hoy los restos de la santa se conservan en la casa madre de las «brignolinas», que desde mediados del siglo XIX se encuentra en el barrio genovés de Marassi.

### Beatificación
Virginia Centurione fue beatificada por el papa Juan Pablo II el 22 de septiembre de 1985 en Génova, en la Plaza de la Victoria, durante la visita pastoral a la ciudad y a la archidiócesis. Las palabras del pontífice pretendían colocar a la nueva beata como un ejemplo a seguir para los cristianos católicos y para los hombres y mujeres que desinteresados de sí mismos, se dedican al servicio de los más necesitados:

Virginia se dedicó desde el principio a las jovencitas abandonadas de su ciudad, para que no se convirtieran en víctimas, de la miseria social, de la miseria moral, aún más humillante. Con el fin de asegurar para ellas cuanto era necesario para una vida digna, las hospedó primero en su casa, y se hizo a sí misma, aún siendo de la nobleza, una mendicante. La pasión de la caridad la condujo aún en medio de una sociedad noble, rica, celosa de los propios privilegios, a imitar al Cristo, el cual «siendo rico se hizo pobre por nosotros»
Juan Pablo II, homilía de la beatificación.

El gran tapiz de la beatificación, colocado detrás del papa durante la ceremonia, es obra del pintor italiano Corrado Mazzari.

### Canonización
Aprobado el milagro requerido por el proceso de canonización en la Iglesia católica, la beata fue canonizada por el mismo Papa el 18 de mayo de 2003 en Roma, en la Plaza de San Pedro. Su fiesta se fija en el 15 de diciembre.

## Legado
La obra realizada por Virginia Centurione permanece hasta el presente. Aunque con el tiempo la obra realizada por ella, se desarrolló en dos congregaciones religiosas: las Hermanas de Nuestra Señora del Refugio en el Monte Calvario, con sede en Génova, y las Hijas de Nuestra Señora en el Monte Calvario, con sede en Roma. Según el papa Juan Pablo II «su ejemplo de valiente fidelidad evangélica sigue ejerciendo una fuerte fascinación también sobre las personas de nuestro tiempo».